# Corban
Corban (Duits, verouderd: Battendorf) is een plaats en voormalige gemeente in het Zwitserse kanton Jura en maakt deel uit van het district Delémont.
Corban telt 458 inwoners.

## Geschiedenis
Op 1 januari 2018 werd Corban opgenomen in de gemeente Val Terbi

## Externe link

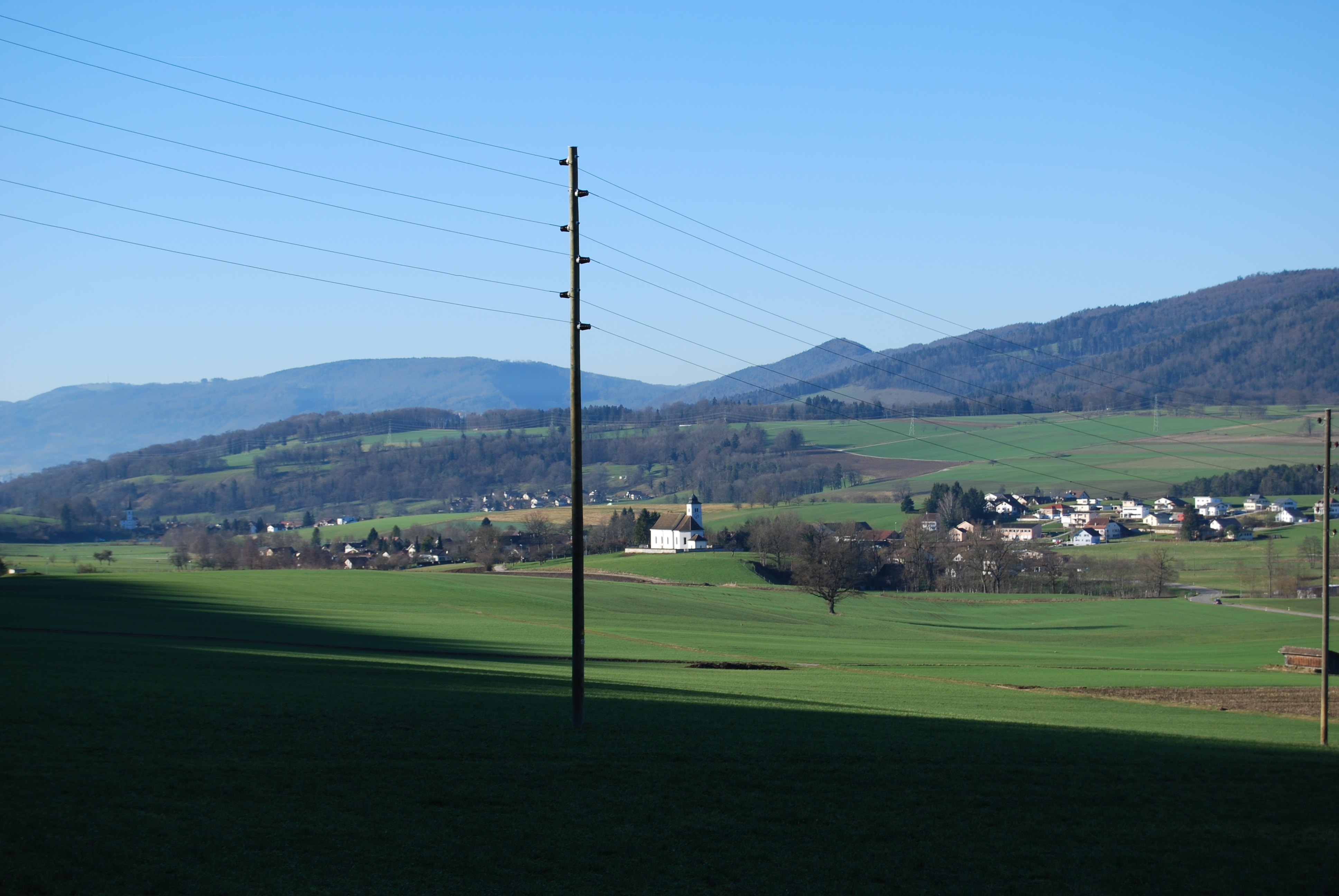
Corban